# Llambi Ziçishti
Llambi Ziçishti (* 13. Dezember 1923; † 17. September 1983) war ein albanischer Politiker der Partei der Arbeit Albaniens, der unter anderem zwischen 1974 und 1982 Gesundheitsminister Albaniens war. Wegen angeblicher Umsturzversuche und versuchter Vergiftung des Generalsekretärs der Partei der Arbeit Enver Hoxha wurde er zum Tode verurteilt und hingerichtet.

## Leben
Ziçishti engagierte sich während des Zweiten Weltkrieges in der Partisanenbewegung in den Kreisen Devoll und Korça. Nach Gründung der Sozialistischen Volksrepublik Albanien am 29. November 1944 begann er ein Studium der Medizin in Rumänien, das er 1953 abschloss. Anschließend arbeitete er als Chirurg in Tirana und wurde später Direktor des Krankenhauses Nr. 2 in Tirana, ehe er Dekan der Medizinischen Fakultät der Universität Tirana wurde.
Am 28. Oktober 1974 wurde er für die Partei der Arbeit Albaniens (PPSh) erstmals zum Mitglied des albanischen Parlaments (damals Kuvendi Popullor) gewählt, dem er von der achten bis zur neunten Legislaturperiode am 15. Mai 1982 angehörte.
Am 30. Oktober 1974 wurde Ziçishti Gesundheitsminister (Ministër i Shëndetësisë ) in der sechsten Regierung von Ministerpräsident Mehmet Shehu. Am 1. Juli 1982 wurde er zusammen mit Außenminister Nesti Nase der Ministerämter enthoben und durch Ajli Alushani ersetzt. Wenige Monate später wurde am 23. November 1982 auch Verteidigungsminister Kadri Hazbiu durch Prokop Murra ersetzt. Darüber hinaus wurde auch Innenminister Feçor Shehu, der zuvor lange in Führungspositionen des Geheimdienstes Sigurimi gearbeitet hatte, zuletzt als dessen Leiter, entlassen. Alle sollen unter der Leitung von Ministerpräsident Mehmet Shehu, der am 17. Dezember 1981 Selbstmord begangen hatte, im Auftrag der CIA, des jugoslawischen UDB und des KGB einen Staatsstreich und die Liquidierung Hoxhas vorbereitet haben.
Ihm wurde des Weiteren vorgeworfen, dass er 1973 als Direktor des Krankenhauses Nr. 2 versucht habe, Enver Hoxha zu vergiften. Zum anderen hatte er bei der Obduktion von Mehmet Shehu Zweifel an dem offiziell als Selbstmord bezeichneten Tod Shehus geäußert. Im November 1982 begann der Prozess gegen ihn, an dessen Ende er im September 1983 zum Tode verurteilt wurde. Am 17. September 1983 wurde das Todesurteil vollstreckt.